# Kabai Bodor Gellért
Kabai Bodor Gellért (1640 – Debrecen, 1681. február 9.) református lelkész.

## Élete
Debreceni származású, ugyanitt 1657-ben lépett a felső osztályokba (subscribált). 1664-től kecskeméti rektor volt. Innét külföldre ment és 1665. október 16-án a leideniben, 1666-ban az utrechti és 1667. április 20-án a franekeri egyetemre iratkozott be. Hazatérve 1677-ben kassai lelkész lett, ahol a templomban a népet és az ifjúságot oktatta mindaddig, míg az 1673. évi vallásüldözés alatt ki nem zaklatták. Ekkor Debrecenben vonta meg magát és 1674. május 28-án ugyanott lelkésznek választották meg.
Üdvözlő verset írt Czeglédi István, Sion vára s Martonfalvi György, Tanító és czáfoló theologia c. munkája elé.

## Munkái
1. De fide... Franequerae, 1667.
2. Lelki Flastrom... Debreczen, 1677. (Ismeretlen.)
3. Traditionum Flagellatio ex Matth. XV. V. 9. In qua cultus divinus omnis, qui per inventa humana sit, generaliter damnatur, in specie autem plurimae ad huc Papisticoru inventorum in cultu eoru, qui Reformati dicuntur, reliquiae deteguntur & damnantur, ac, út in ferali hocce belli sacri tempore simpliciter ad Ecclesiis nostris proscribantur, idoneis rationibus suadetur, ad extremum vero Apostolica simplicitas In cultu Dei commendatur. Opera et Studio Gerardi B. Kabai P. E. D. Debrecini, 1677. (Egy példánya a debreczeni ref. collegiumban.)
4. Hegyes Ösztön A Sátánnak Angyala. Kinek az Isten választotti ellen való külömb külömb praktikai fel-fedeztetnek, és azok ellen s azokon lehető diadalomnak mind módgyai s mind eszközei nagy részben, Szent Pál 2. Corinthusban írt levelének 12. részének 7., 8., és 9. verseiből csináltatott öt idvességes Predikatiokban elő adattatnak Kabai Bodor Gellert Debreczeni Lelki tanító által. Uo. 1678. (Egyetlen példánya a pápai ref. collegiumban. 2. kiadása Uo. 1682.)
5. A Jó Elől-Járóknak. A nép közűl való ki-eséseknek káros voltáról való edgyügyü Elmelkedés, Mellyet Amaz nagy és igen bóldog emlekezetü Néhai nemzetes Idősbik Dobozi István Uram. Tisztességes el-takarittatásának alkalmatosságával tött a sír felett. Anno 1679. 2. Augusti. Uo. 1679. (Egyetlen példánya a sárospataki ref. főiskola könyvtárában.)

Kéziratban maradt: Lelkes lelki pásztor, 4 rét kötet.